# Fatumean (posto administrativo)

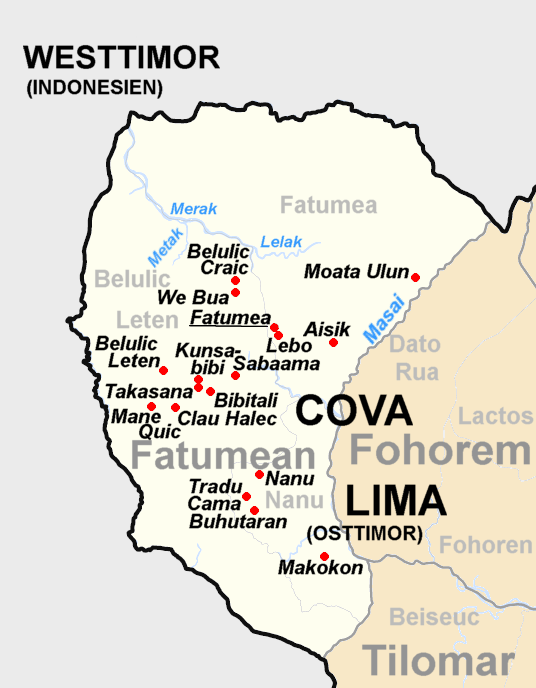
Fatumean

O Posto administrativo de Fatumean é um posto administrativo que pertence ao município de Cova Lima localizado em Timor-Leste.

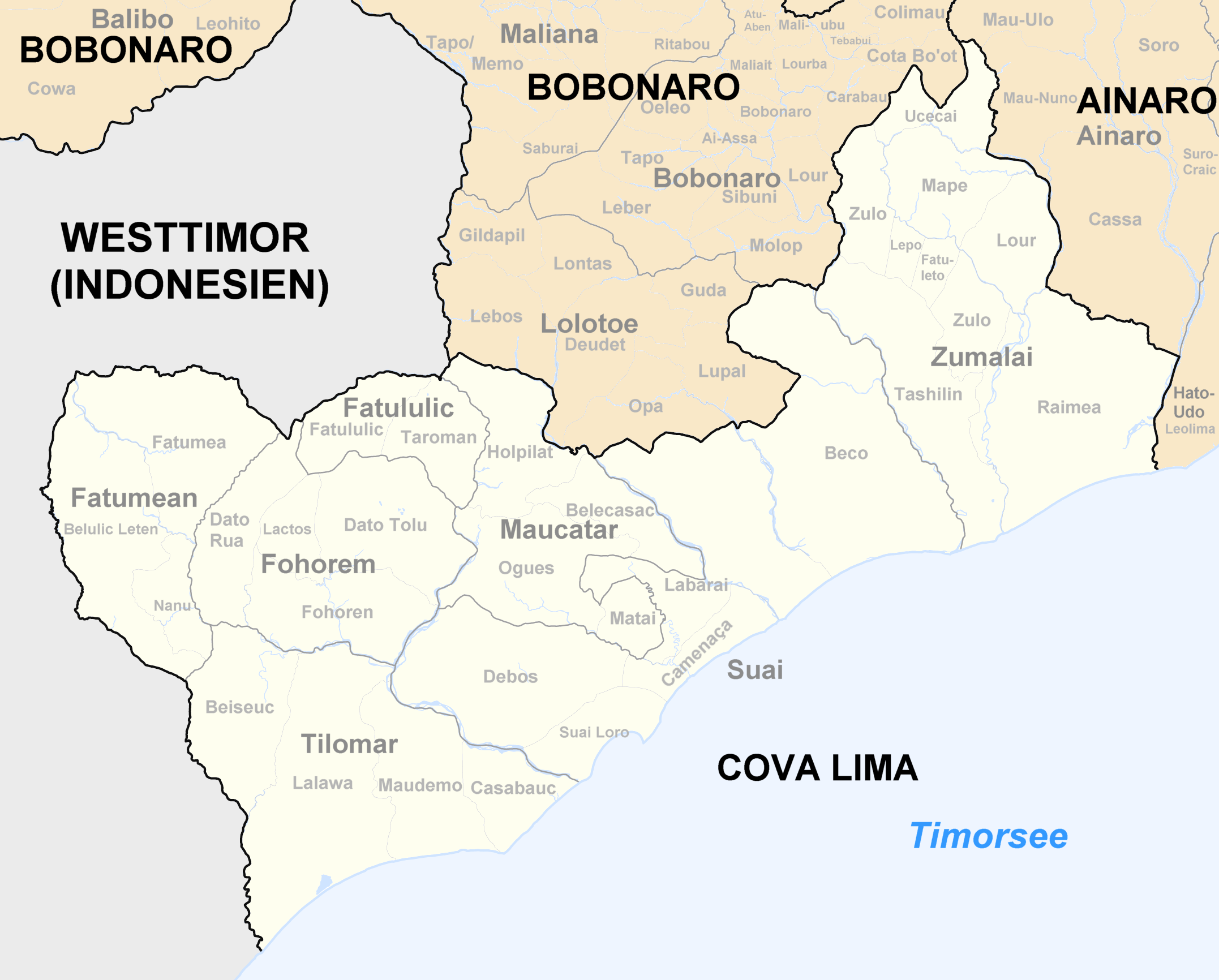
Fatumean no município de Cova Lima

Em Fatumean vivem 3.330 pessoas (2015). O posto administrativo tem uma área de 132,10 km².
A sua capital é a vila de Fatumea. Alas inclui os Sucos Aithua, Dotik, Mahaquidan, Taitudac e Uma Berloic.

## Geografia
O posto administrativo é dividido em três sucos: Belulic Leten, Fatumea (Fatumean) e Nanu.[carece de fontes?]